# Real Cerretese
La Real Cerretese è una società calcistica di Cerreto Guidi (FI), fondata nel 2005 dalle ceneri della SC Cerretese del 1946.

## Storia
La società nasce con il nome di Società Calcistica Cerretese (SC Cerretese) e disputa per circa 30 anni vari campionati, oscillando tra Seconda Categoria e serie D, fino alla stagione 1977-78, nella quale viene promossa in serie C2.
Il primo anno nei professionisti porta al secondo posto in classifica a pari merito con altre quattro squadre, con la possibilità di disputare gli spareggi per contendersi una promozione. La società, gestita da Cappellini, si ritira dopo la prima serie di gare, conclusa con le squadre in situazione di parità.
La squadra continua a disputare il campionato di Serie C2 per altre cinque stagioni, fino alla retrocessione al termine del torneo 1983-1984.
I giocatori celebri che hanno fatto parte della squadra in questo periodo sono Giorgio Biasiolo (che ha vestito le maglie di Vicenza e Milan in serie A), Mauro Manzoni (che ha giocato in serie A con la Lazio), Massimo Barbuti (che ha giocato nel Parma in serie B e C), David Balleri e Giuseppe Materazzi.
Dopo qualche anno in serie D la società passa nelle mani del presidente Emilio Sabatini e oscilla tra la Promozione e la serie D, fino al passaggio nelle mani dell'imprenditore di Prato Sergio Prencipe nella stagione 2004-2005. La S.C. Cerretese era in una posizione difficile: pochi giocatori validi, penultima in classifica nel campionato di Eccellenza; Prencipe fece introdurre nuove forze, ma per contrasti con alcuni paesani, dovette abbandonare donando tutte le attrezzature di proprietà S.C. Cerretese al campo sportivo, ora "Alessandro Palatresi".
Si riparte dalla Terza Categoria nella stagione 2005-2006 con la denominazione di Real Cerretese con il presidente Riccardo Palatresi, nella rosa è presente anche l'ex giocatore dell'Empoli Rosario Guarino, e al primo anno si ha la promozione in Seconda categoria. Nell'anno successivo la promozione in prima categoria sfuma per un solo punto. Nella stagione 2007-2008 arriva la promozione in Prima Categoria dopo il ripescaggio. Dopo il secondo posto della stagione 2008-2009 la Cerretese disputa gli spareggi Promozione, venendo eliminata. Nell'estate arriva il comunicato della federazione che ha ripescato la Cerretese in Promozione dopo molti anni.
Nella stagione 2009-2010 vi ha giocato Daniele Balli, ex portiere dell'Empoli.
Continua a militare in Promozione toscana finché nella stagione 2024-2025 vince il campionato con due giornate di anticipo e torna dopo 20 anni in Eccellenza.

## Stadio
Il primo stadio della C2 è quello di Stabbia (frazione di Cerreto Guidi) fino agli anni '80. In questo periodo viene costruito l'attuale "Alessandro Palatresi" a Cerreto Guidi, con capienza di circa 1500 posti.

## Palmarès

### Competizioni regionali
- Eccellenza: 1

1998-1999 (girone A)
- Promozione: 1

2024-2025 (girone A)

### Altri piazzamenti
- Serie C2:

Terzo posto: 1978-1979 (girone A)
- Serie D:

Promozione: 1977-1978 (girone E)
- Campionato Interregionale:

Terzo posto: 1985-1986 (girone E)
- Eccellenza:

Terzo posto: 1995-1996 (girone A)
- Promozione:

Secondo posto: 1975-1976
- Coppa Italia Serie D:

Semifinalista: 1999-2000